# Ротшильд, Герд
Герд Ротшильд (нем. Gerd Rothschild; ивр. גרד רוטשילד‎; 1919—1991) — израильский художник-график. Родился в 1919 году в Берлине, в 1933 вместе с матерью приехал в Палестину.

## Биография
С 1935 по 1939 годы учился в иерусалимской академии искусств Бецалель. В 1942 году пошёл добровольцем в британские вооруженные силы. Начал службу поваром в офицерской гостинице. Когда командование обнаружило его художественный талант, был переведен в подразделение NAAFI (Navy, Army, Air Force Institute). До демобилизации в 1946 году в его обязанности входило расписывать стены офицерских и солдатских клубов на базах британских вооруженных сил в странах Ближнего Востока.
В 1948 году, после образования государства Израиль, пошёл добровольцем в Армию обороны Израиля, служил в танковых войсках, участвовал в сражениях за прорыв дороги Бирма к Иерусалиму. Когда был объявлен конкурс на герб Израиля, отправил в комиссию свой эскиз, из которого был взят основной элемент герба — менора.
В 1950—1970 годы, вместе с другом и компаньоном Липманом организовал студию графики и дизайна «Роли» (Ротшильд-Липман).
В 1980-х занимался благотворительной деятельностью, расписывал стены детских отделений больниц Израиля. Скончался в 1991.